# Schizonycha imitatrix
Schizonycha imitatrix är en skalbaggsart som beskrevs av Moser 1914. Schizonycha imitatrix ingår i släktet Schizonycha och familjen Melolonthidae. Inga underarter finns listade i Catalogue of Life.